# 海德公园门
51°30′1.3″N 0°10′57.8″W / 51.500361°N 0.182722°W 海德公园门（Hyde Park Gate）是英国伦敦市中心肯辛顿的两条两条平行道路，位于肯辛顿花园南部边界，向南延伸，与肯辛顿路（Kensington Road）垂直。

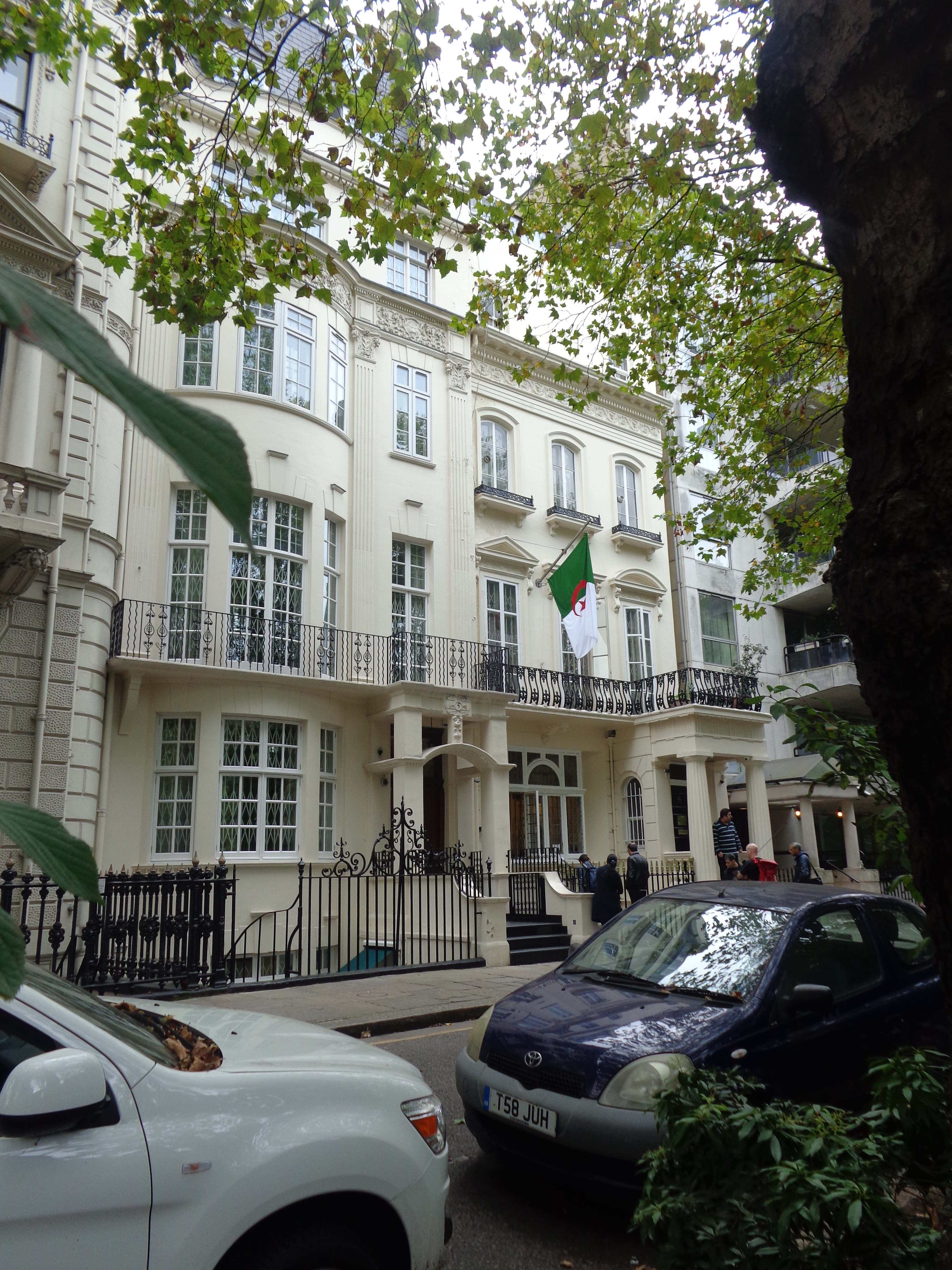
Algerian consulate, 8 Hyde Park Gate

海德公园门是温斯顿·丘吉尔爵士的故居和死亡之地。
编号系统在1884年发生了变化，例如11号变为20号。

## 建筑
6号
- 阿尔及利亚大使馆领事处[2]

9号
- 罗伯特·贝登堡（Robert Baden-Powell, 1st Baron Baden-Powell），童军运动创始者

14号
- 玛格丽特·肯尼迪（Margaret Kennedy），小说家

16号
- 爱沙尼亚大使馆[2]

17号
- 维多利亚·伍德霍尔·马丁（Victoria Claflin Woodhull Martin）, 第一位美国女性候选人

18号
- 雅各布·爱泼斯坦爵士（Sir Jacob Epstein），雕塑家和画家

19号
- 亚瑟·斯托克代尔·科普（Arthur Stockdale Cope）, 皇家艺术研究院（Royal Academy）成员

22号

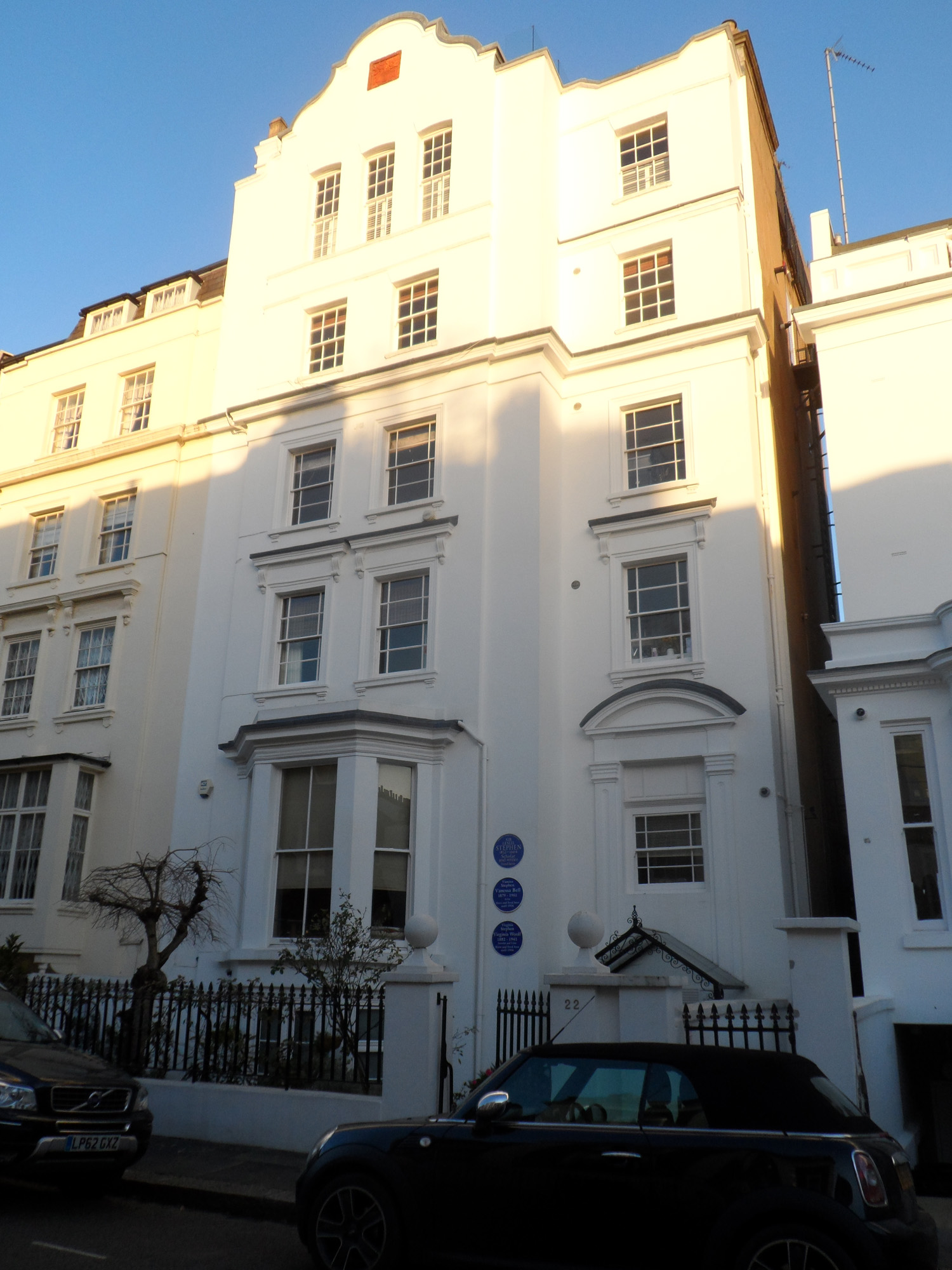
海德公园门22号

- 丈夫莱斯利·斯蒂芬爵士（Leslie Stephen），学者、作家（原在20号，出生于42号）
- 妻子朱莉娅·斯蒂芬（Julia Stephen），慈善家、作家、艺术家模特
- 女儿瓦妮莎·贝尔（Vanessa Bell），画家
- 女儿弗吉尼亚·伍尔夫（Virginia Woolf），作家，1882年1月25日出生于此，

24号
- 尼格尔·劳森（Nigel Lawson），布拉比的劳森男爵，政治家、财政大臣（1983–1989）
- 女儿奈洁拉·劳森（Nigella Lawson）食品作家、记者和广播员

28号
- 温斯顿·丘吉尔爵士，前首相，在此去世[3]

29号
- 罗德里克·琼斯爵士（Sir Roderick Jones），路透社主编；和埃尼德·巴格诺尔（Enid Bagnold），小说家兼剧作家

34号
- 斐济高级专员公署[2]

38号
- 荷兰大使馆[2][4]